# 2008年日本

## 當年圖像

### 2008年漢字
「變」：這一年選出這樣的漢字。
- 政治的變革：日本國內首相、與美國總統奧巴馬的change
- 經濟的變革：環球金融危機
- 生活的變革：食品安全問題。
- 全球氣候的變化。
- 未來的變化。